# بيت عبيد (النادرة)

تعديل مصدري - تعديل

بيت عبيد هي إحدى قرى عزلة المفتاح الأعلى بمديرية النادرة التابعة لمحافظة إب، بلغ تعداد سكانها 310 نسمة حسب تعداد اليمن لعام 2004.